# Lhendup Dorji
Lhendup Dorji foi um Primeiro Ministro do Reino do Butão, esteve no poder de Julho de 1964 até 27 de Novembro de 1964. Assumiu o cargo após o assassinato de seu irmão, o primeiro-ministro Jigme Palden Dorji. O cargo de Primeiro Ministro foi abolido entre 1964 e 1998, data em que foi novamente criado e levado ao cargo Jigme Thinley.